# Định lý Chen
Định lý Chen phát biểu rằng mọi số chẵn đủ lớn đều có thể được viết dưới dạng tổng của hai số nguyên tố hoặc của một số nguyên tố và một số nửa nguyên tố (tích của hai số nguyên tố). Định lý được nhà toán học Trung Quốc là Trần Cảnh Nhuận phát biểu đầu tiên vào năm 1966, với chứng minh chi tiết vào năm 1973. Chứng minh của Chen được P. M. Ross rút gọn khá nhiều. Định lý Chen là một bước tiến lớn đối với giả thuyết Goldbach, và là một kết quả đáng chú ý của phương pháp sàng.
Bài báo của Chen năm 1973 phát biểu hai kết quả với chứng minh gần như giống nhau. Định lý 1, dựa vào giả thuyết Goldbach, được phát biểu ở trên. Định lý 2 là kết quả trên giả thuyết số nguyên tố sinh đôi. Nó phát biểu rằng nếu h là số tự nhiên chẵn thì có vô số các số nguyên tố p sao cho p+h cũng là số nguyên tố hoặc là tích của hai số nguyên tố.